# NGC 1675
NGC 1675 est une entrée du New General Catalogue qui concerne un corps céleste perdu, ou inexistant ou peut-être un groupe d'étoiles dans la constellation du Taureau. Cet objet a été enregistré par l'astronome germano-britannique J. Gerhard Lohse en  1886